# 马罗尼河畔圣洛朗区

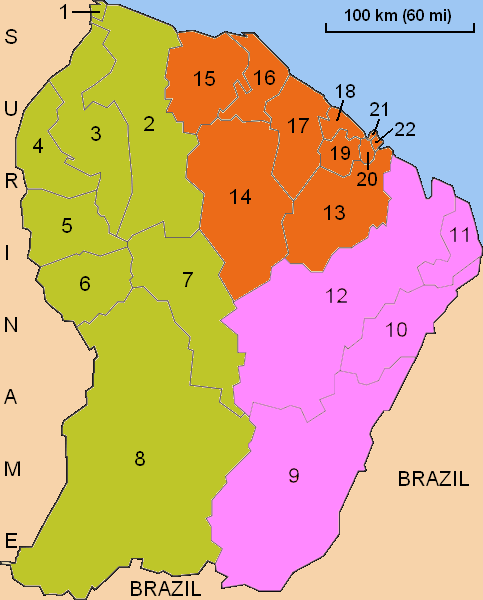
法屬圭亞那地圖，綠色部分為聖洛朗杜馬羅尼區。

马罗尼河畔圣洛朗区，是法國海外省法属圭亚那所辖的一个区。其总面积40945平方公里，总人口96757，人口密度2人/平方公里（2019年），主要城镇为马罗尼河畔圣洛朗。

## 辖区
马罗尼河畔圣洛朗区現轄有8個市镇，其分別為:
- 馬羅尼河畔聖洛朗(副省會)
- 阿帕圖
- 阿瓦拉-亞利馬波
- 格朗桑蒂
- 馬納
- 馬里帕蘇拉
- 帕派什通
- 薩于勒

## 歷史
马罗尼河畔圣洛朗区設立於1969年。
2015年，縣被從行政區廢除，在此之前，該區轄有三個縣，其分別為:
- 馬納縣
- Maripasoula（英语：Canton of Maripasoula）
- Saint-Laurent-du-Maroni（英语：Canton of Saint-Laurent-du-Maroni）